# ۷۹۵ (خورشیدی)
۷۹۵ هفتصد و نود و پنجمین سال هجری خورشیدی است.